# Eduardo Llacer
Llacer  Gabarrón est un nom espagnol. Le premier nom de famille, en général paternel, est Llacer ; le second, en général maternel, souvent omis, est Gabarrón.
Eduardo "Edu" Llacer Gabarrón est un coureur cycliste espagnol, né le 3 décembre 1996 à Valence.

## Biographie
En 2016, Eduardo Llacer intègre la nouvelle équipe Aldro, dirigée par Manolo Saiz. Pour sa deuxième saison espoirs (moins de 23 ans), il obtient diverses places d'honneur. L'année suivante, il s'impose sur la Subida a Gorla, une course réputée chez les jeunes grimpeurs en Espagne,. 
Il rejoint le club basque Baqué-Ideus-BH en 2018.

## Palmarès
- 2017
  - Subida a Gorla
  - 2e de la Goierriko Itzulia
  - 3e du Mémorial Agustín Sagasti
  - 3e du Mémorial Etxaniz
- 2021
  - 4e étape du Giro Moscato[4]
- 2022
  - Trofeu Festes del Crist[5]
- 2023
  - 1re étape de la Volta La Marina[6]